# ドメイン名
ドメイン名（ドメインめい、domain name）は、インターネットにおいて、接続先のネットワーク環境を特定する名前である。ウェブサイト、電子メールなど、ネット上の様々なサービスを特定する際に用いられる。URLの一部を構成している。
多くの場合、ドメイン名は、複数のホストを擁するネットワーク環境（ネットワーク・ドメイン）の名称、あるいはネットワーク先の特定のホスト名を指す。
一般的に、ドメイン名は、ホスト先のIPアドレスを特定する際に用いられる。世界中で絶対に重複しないようにするため、ICANNにより一元管理されており、Domain Name Systemにより、ドメイン名を含むホスト名とIPアドレスとの変換が実行されている。

## 階層構造
インターネットでの場合
- トップレベルドメイン

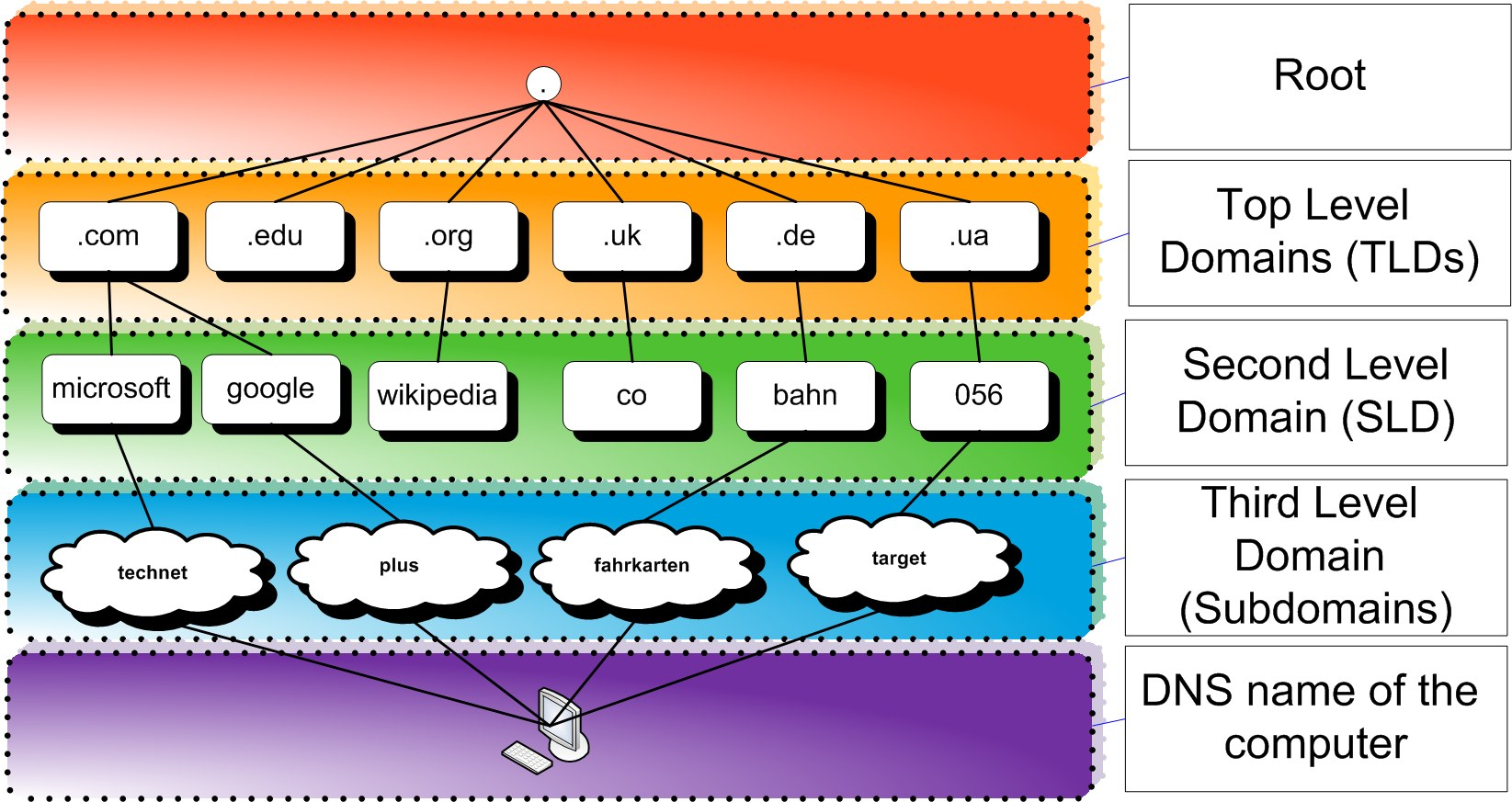
ドメインの階層構造

  - インフラ用トップレベルドメイン (.arpa)
  - 国別コードトップレベルドメイン (ccTLD)
  - スポンサードトップレベルドメイン (sTLD)
  - ジェネリックトップレベルドメイン (gTLD)
  - 制限付きジェネリックトップレベルドメイン
- セカンドレベル登録ドメイン(.comなど)の場合
  - ドメイン名　(ドメイン名).com
  - ホスト名　(ホスト名).(ドメイン名).com
- サードレベル登録ドメイン(.co.jp)の場合
  - ドメイン名　(ドメイン名).co.jp
  - ホスト名　(ホスト名).(ドメイン名).co.jp

## ルール
インターネットのドメイン名は、様々な国、機関により管理されているが、以下のような共通ルールを持つ。
- ICANNによる管理
  - 全てのドメイン名は、ICANNの管理下に置かれる。トップレベルドメイン(TLD)は、ICANNの承認を受けなければ新たに追加することができず、既に存在するトップレベルドメインもICANNの認めた者でなければ管理することができない。
  - ICANN→レジストリ→レジストラ→リセラー→登録者という順序でドメイン名は登録を受ける。
- 先願主義
  - ドメイン名を使用する権利は、一番初めに申請した者に与えられる[2]。有効期限が経過しても前登録者が更新手続をしなければ、45日間の「自動更新猶予期間」（Auto Renew Grace Period）を経て、誰でも再登録可能な状態になる[3]。
- 権利期間
  - ドメイン名は、登録から最低1年（一部2年の場合もある）使用することができる[4]。
  - 期限を迎える前に更新手続を行うことにより、期間を延長することができる。[5]なお、複数年の更新手続を行うことができる場合もあり、この場合、手続日から1年単位で、最大で10年を超えない期間まで手続可能である。
- whois情報の公開
  - ドメイン名は登録されると、1．登録者、2．技術担当者、3．支払担当者、4．登録年月日、5．有効期限、6．ネームサーバー、等の情報が、WHOISというデータベースに登録され、公開される[6]。ここには各担当者の氏名、住所（国名含む）、電話番号、電子メールアドレスなどといった個人情報も公開されることになる。最近の個人情報保護意識の高まりから、登録業者によっては業者名義にて登録可能なサービスを提供している場合もある。
- 商標権者優先
  - ドメイン名の登録基本は先願主義であるが、企業に高値で売りつけるなどの不正な目的でドメインを取得した者に対して、商標権を持つ者はドメインの取り消しまたは移転を請求できる(ドメイン名紛争手続き)[7]。

## 名前衝突
ドメイン名における名前衝突（Name Collision）は独自ドメイン名がグローバル空間におけるドメイン名と重複し衝突する現象である。従来TLDとして存在しないドメイン名（例: .corp）を内部ネットワークの名前解決に利用し運用していたシステムが、新たに追加されるgTLDと衝突しうることが主な問題となる。
根本的な対策は独自ドメイン利用の中止である。取得済みドメインのサブドメインを内部用の独自ドメインとして利用すれば、意図しないTLDとの名前衝突は起こりえない。

### プライベートTLD
内部（プライベート）向けに独自ドメインを利用することは名前衝突を避けるために推奨されない。しかしやむを得ずプライベートTLDを導入する際の指針がRFC 6762で示されている。
- .local.を利用しない
- 次のいずれかを利用する: .intranet., .internal., .private., .corp., .home., .lan.

内部ドメイン利用の実情はICANN SSACが発表した報告書「グローバルインターネットDNS名前空間における名前空間衝突に関する研究及びリスク緩和のための枠組み 最終報告書」で調査され、RFC 6762に示されたこの指針が遵守されない場合にドメイン名解決が実際に問題を起こす可能性が高いことが確かめられている。